# Raimondo Viale
Raimondo Viale (Limone Piemonte, 1907 - 1984) est un prêtre catholique italien, curé de Borgo San Dalmazzo  pendant la Seconde Guerre mondiale, dont le nom est inscrit au mémorial de Yad Vashem en raison de son action pour aider les Juifs persécutés par les Nazis.